# Xenopepla bicuneata
Xenopepla bicuneata är en fjärilsart som beskrevs av Louis Beethoven Prout 1910. Xenopepla bicuneata ingår i släktet Xenopepla och familjen mätare. Inga underarter finns listade i Catalogue of Life.

## Bildgalleri

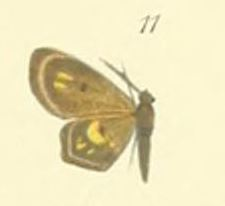